# Општина Лунка де Жос (Харгита)
Лунка де Жос (рум. Lunca de Jos) општина је у Румунији у округу Харгита.
Oпштина се налази на надморској висини од 858 m.